# Spółgłoska zwarta miękkopodniebienna bezdźwięczna
Spółgłoska zwarta miękkopodniebienna bezdźwięczna – rodzaj dźwięku spółgłoskowego występujący w językach naturalnych, oznaczany w międzynarodowej transkrypcji fonetycznej IPA symbolem [k].

## Artykulacja

### Opis
W czasie artykulacji tej spółgłoski:
- modulowany jest strumień powietrza wydychany z płuc, czyli jest to spółgłoska płucna egresywna
- tylna część podniebienia miękkiego zamyka dostęp do jamy nosowej, jest to spółgłoska ustna
- prąd powietrza w jamie ustnej uchodzi wzdłuż środkowej linii języka - spółgłoska środkowa
- tylna część języka dotyka podniebienia miękkiego - jest to spółgłoska miękkopodniebienna
- Dochodzi do całkowitego zablokowania przepływu powietrza przez jamę ustną i nosową, a następnie do przerwania utworzonej blokady i wybuchu (plozji) - jest to spółgłoska zwarta.
- wiązadła głosowe nie drgają, spółgłoska ta jest bezdźwięczna

### Warianty
Opisanej powyżej artykulacji może towarzyszyć dodatkowo:
- wzniesienie środkowej części grzbietu języka w stronę podniebienia twardego, mówimy wtedy o spółgłosce zmiękczonej (spalatalizowanej): [kʲ]
- przewężenie w gardle, mówimy spółgłosce faryngalizowanej spółgłosce: [kˤ]
- zaokrąglenie warg, mówimy wtedy o labializowanej spółgłosce [kʷ]

Spółgłoska może być wymówiona:
- z rozwarciem bez plozji, mówimy wtedy o spółgłosce bez plozji: [k̚].
- z silnym przydechem (aspiracją), mówimy wtedy o spółgłosce przydechowej (aspirowanej): [kʰ]
- z gwałtownym uniesieniem zamkniętej krtani, a nie poprzez wydech, mówimy wtedy o spółgłosce ejektywnej,: [kʼ].

## Przykłady
- w języku angielskim: can [kæn] „móc” lub „puszka”
- w języku arabskim: كاتب ['kæ:tib] „pisarz”
- w języku hiszpańskim: casa ['kasa] „dom”
- w języku japońskim: kitto [kit:o] „na pewno”
- w języku niemieckim: Katze [ˈkatsə] „kot”
- w języku polskim: kot [kɔt]